# Charny-le-Bachot
Charny-le-Bachot település Franciaországban, Aube megyében. Lakosainak száma 242 fő (2022. január 1.). Charny-le-Bachot Droupt-Sainte-Marie, Longueville-sur-Aube, Méry-sur-Seine, Plancy-l’Abbaye és Rhèges községekkel határos.

## Népesség
A település népessége az elmúlt években az alábbi módon változott:
| Lakosok száma | 177  | 169  | 161  | 172  | 233  | 248  | 258  | 264  | 257  | 242  |
|               | 1968 | 1982 | 1990 | 2006 | 2013 | 2015 | 2017 | 2019 | 2020 | 2022 |